# Coweset
Coweset /= place of small pine trees, ili "At the Pine Tree Place"/ maleno pleme ili banda Algonquian Indijanaca nekada naseljeni na sjeveru Rhode Islanda, zapadno od rijeke Blackstone. Coweseti su bili pripadnici konfederacije Narragansett, ali njihovo porijeklo je od Nipmuca. Ostale varijante ovog imena su Cawesitt, Corveset, Cowweset, Cowwesit i Cowweseuck.